# Geert Hüsstege (1967)
Geert Hüsstege (Haaren, 1967) is een Nederlandse kunstschilder, iconograaf en restaurateur. Hij is vooral bekend vanwege zijn religieuze iconen in Byzantijnse stijl, maar ook als portretschilder heeft hij zich onderscheiden. Zijn werk is internationaal erkend en te vinden in kerken, kloosters en particuliere collecties.

## Biografie
Hüsstege groeide op in een familie met een kunst- en antiekachtergrond. Zijn grootvader begon in 1917 een kunstgalerij, waarmee een familietraditie ontstond in de handel van onder andere Russische iconen. Als kind raakte Hüsstege al gefascineerd door de schilderkunst, in het bijzonder door portretten en klassieke religieuze kunst.
Zijn professionele vorming in de iconografie begon bij vader Chrysostomos in de norbertijner Abdij van Postel (België). Die introduceerde hem in de orthodox-christelijke schildertraditie, waarna hij in Wenen verder werd aangemoedigd zijn eigen stijl te ontwikkelen en les te gaan geven.

## Carrière
Naast zijn iconografische werk heeft Hüsstege zich ook toegelegd op portretschilderkunst. Zijn portretten worden gekenmerkt door een klassieke stijl met grote aandacht voor licht, textuur en zielsexpressie. Hij heeft zowel officiële portretten als privéopdrachten geschilderd.
Een bijzonder project betrof de vervaardiging van grote schilderijen voor de Sulpitiuskerk in Diest (België). Voor dit historische kerkgebouw maakte Hüsstege meerdere monumentale schilderijen die thematisch aansluiten bij het kerkinterieur en de liturgische traditie van de kerk. Zijn werk daar weerspiegelt zijn vermogen om oude technieken te combineren met een eigentijdse spirituele beleving.
Daarnaast vervaardigde hij onder meer een icoon voor paus Franciscus, die nu hangt in de Friezenkerk in Rome. Zijn atelier verzorgt ook restauraties van oude iconen en kerkelijk kunstbezit.

## Tentoonstellingen en publicaties
Hüsstege heeft geëxposeerd op diverse locaties en galeries, kasteel Heeswijk, kasteel Doorwerth en in vele kerken. En zijn werk wordt besproken in diverse publicaties, zoals het tijdschrift Eikonikon. Hij heeft meegewerkt aan verschillende radioprogramma's. Zijn stijl en visie werden ook belicht in interviews voor regionale en landelijke media.

## Atelier Hüsstege
Geert Hüsstege is eigenaar van Atelier Hüsstege, een kunst- en restauratieatelier dat zijn oorsprong vindt in 1917. Het atelier is momenteel gevestigd in Linne (Limburg) en fungeert als centrum voor iconenproductie, portretschilderkunst, restauratie en educatie. Regelmatig worden er cursussen en exposities georganiseerd.